# Individual Savings Account
Ein Individual Savings Account (ISA) ist eine steuerprivilegierte Anlageform für im Vereinigten Königreich steuerlich Ansässige.

## Formen und wirtschaftliche Bedeutung
Die Grundformen sind der Cash ISA (Sparkonto) sowie der Stocks and Shares ISA (Wertpapierdepot). Weitere Varianten sind der Junior ISA für Minderjährige, der Help to Buy ISA mit staatlichem Zuschuss von bis zu 25 % der jährlichen Einzahlung für den Kauf eines Eigenheims sowie, ab April 2017, der Lifetime ISA, welcher ebenfalls eine staatliche Förderung analog zum Help to Buy ISA beinhaltet, allerdings alternativ entweder zum Erwerb von Wohneigentum oder zur Altersvorsorge eingesetzt werden kann.
Im Fiskaljahr 2014/15 waren 61 Milliarden Pfund in Cash ISAs sowie 17,9 Milliarden Pfund in Stocks and Shares ISAs investiert. Auf dem britischen Markt konkurriert eine Vielzahl von Filialbanken und Direktbanken mit ISA-Angeboten um interessierte Sparer.
Für jeden Steuerbürger ist ein bestimmtes Einzahlungskontingent pro Fiskaljahr vorgesehen, welches er auf alle seine ISA-Konten verteilen kann. Das Kontingent beträgt im Fiskaljahr 2017/18 20.000 Pfund, im Vorjahr 2016/17 waren es 15.240 Pfund. Einzahlungen darüber hinaus sind nicht erlaubt. Überschüssige Gelder müssen auf normalen besteuerten Konten angelegt werden, können jedoch im nächsten Fiskaljahr in bestehende ISAs transferiert werden.
Gegenüber einem Sparer-Pauschbetrags-Modell, wie es in Deutschland Anwendung findet, bieten ISAs aus Sparersicht den Vorteil, dass Zins und Zinseszins auf die einmal in ISAs eingezahlten Gelder dauerhaft steuerfrei bleiben und über die Jahre ein erhebliches steuerfrei verzinstes Vermögen in einem ISA kumuliert werden kann. Auch beim Abheben der Gelder von ISAs fällt weder Einkommen- noch Kapitalertragsteuer an. Die Steuerfreiheit der Kapitalerträge der in ISAs einmal eingezahlten Gelder bleibt erhalten, wenn ein Transfer zu einem anderen ISA stattfindet, so dass der Wechsel zu einem höher verzinsten Cash ISA oder auch das Verschieben von Geldern zwischen Cash ISA und Stocks and Shares ISA problemlos möglich ist. Bei einer vorzeitigen oder nicht zweckgemäßen Auszahlung von Geldern aus ISAs mit Zweckbindung verfallen etwaige staatliche Zuschüsse.

## Geschichte
Direkter Vorgänger des Cash ISA war der 1990 eingeführte TESSA (tax-exempt special savings account). Ein steuerprivilegiertes Depot, Vorgänger der Stocks and Shares ISAs, war als PEP (personal equity plan) bekannt.
Die Einführung des ISA im Vereinigten Königreich begann ab 1999 unter der Regierung von Tony Blair.

## In anderen Ländern
Die britischen ISAs standen für Anlageformen in einigen anderen Ländern Vorbild. In Japan wurde ab 2014 ein steuerprivilegiertes Wertpapierdepot eingeführt, welches als NISA (Nippon Individual Savings Account) bekannt ist. Auch das Steuerrecht in Malta kennt ISAs, wobei die jährliche Maximalinvestition 1.000 Euro beträgt.